# 12998 Thomas-Keprta
12998 Thomas-Keprta è un asteroide della fascia principale. Scoperto nel 1981, presenta un'orbita caratterizzata da un semiasse maggiore pari a 2,522390 UA e da un'eccentricità di 0,054437, inclinata di 1,968856° rispetto all'eclittica.